# Alexander Görzen
Alexander Görzen (* 20. April 1986) ist ein deutscher Crosslauf-Sommerbiathlet und Langstreckenläufer.
Alexander Görzen startet für den SV Weitingen und die LG Steinlach. Bei den Deutschen Meisterschaften im Sommerbiathlon 2007 in Frankenhain gewann er hinter Matthias Raab und Tobias Giering im Luftgewehr-Sprint sowie mit Christian Lenk und Tobias Giering als zweite Vertretung Württembergs mit der Kleinkaliber-Staffel zwei Bronzemedaillen. 2009 und 2010 jeweils in Zinnwald konnte er die Staffelmedaille an der Seite von Giering und 2009 Michael Herr sowie 2010 Daniel Hummel erneut erringen. Es folgte 2011 in Bayerisch Eisenstein der Gewinn der vierten Bronzemedaille, nun hinter Marcel Bräutigam und Christian Moser im Kleinkaliber-Sprint. Mit der Kleinkaliber-Staffel Württembergs konnte Görzen an der Seite von Michael Herr und Tobias Giering erstmals eine Silbermedaille gewinnen. Erfolgreichstes Jahr wurde 2012. In Frankenhain gewann Görzen nach Silber hinter Tobias Schröder im Luftgewehr-Sprint den Titel in der Verfolgung vor Tobias Giering und Schröder. Mit der Luftgewehr-Staffel gewann er an der Seite von Daniel Hummel und Tobias Giering ebenso eine weitere Silbermedaille wie an der Seite von Giering und Herr mit der Kleinkaliber-Staffel.
Neben dem Biathlon ist Görzen auch Langstreckenläufer. So wurde er 2012 beim 39. Berlin-Marathon in der Hauptklasse Männer in einer Zeit von 2:42:06 h 208.